# یوتاداکتیلوس
یوتاداکتیلوس(نام علمی: Utahdactylus kateae) نام یک گونه از راسته پتروسور است.